# Волянський Олисій Іванович
Олисій (Єлисей) Іванович Волянський (нар. 1867—1930/32) — український громадський діяч ,доктор медицини, військовий лікар (хірург, спеціаліст із внутрішніх захворювань). Очільник української громади Керчі у 1917—1918 рр.

## Біографія
Олисій (у деяких джерелах — Єлисей) Волянський народився 1867 року на Поділлі (точна дата і місце народження поки що невідомі), в родині священика Івана Волянського.
За спогадами родичів, з юних років мав голос рідкісної краси, однак відмовився від музичної кар'єри, вирішивши, що народові потрібніші лікарі, ніж музиканти. Також його згадували як високого кремезного блондина з великими світло-карими очима.
У 1890 р. закінчив Петербурзьку військово-медичну академію. Мав титул надвірного радника. Під час проживання у Санкт-Петербурзі входив до складу місцевої української громади, був її касиром.
У 1896 р. під псевдонімом «О. Срібний» у львівському часописі «Житє і слово», який видавав Іван Франко, опублікував розвідку «До штундового релігійного руху», в якій проаналізував тогочасне становище українських євангельських християн і виступив із критикою російських урядових і релігійних кіл через їхні утиски. Стаття мала бути вміщена у збірнику пам'яті Михайла Драгоманова, котрий планували видати його українські шанувальники. Також передбачалося, що до нього увійде коротка промова Волянського про публіцистичну діяльність Драгоманова, виголошена у громаді його шанувальників, однак вона не була опублікована з огляду на відсутність новизни.
У 1898 р. взяв участь в організації благодійного «Товариства імені Т. Шевченка для допомоги нужденним уродженцям південної Росії, що вчаться у вищих навчальних закладах Санкт-Петербурга».
Наприкінці ХІХ — на початку ХХ ст. мешкав в Одесі, входив до місцевої української громади. Служив молодшим лікарем 59-го піхотного полку. В 1900 р. одружився з Вірою Комаровою. Після народження першої дитини у 1901 р. переїхав з родиною до Керчі, куди отримав призначення на посаду головного лікаря військового лазарету Чорноморського флоту. Брав участь у російсько-японській війні 1904—1905 рр.
У Криму в подружжя Волянських народилося ще четверо дітей. У 1901—1913 рр. родина мешкала у 2-му Босфорському провулку, з 1913 р. — за містом при лазареті.
У Керчі Волянського знали як лікаря-філантропа, котрий нікому ніколи не відмовляв у допомозі. За заповітом свого приятеля, мецената Євгена Чикаленка, він любив Україну «до глибини кишені»: зокрема, його ім'я було зазначене в переліку жертводавців на спорудження пам'ятника Шевченкові в Києві, який публікувався у щоденній газеті «Рада».
Одним з пацієнтів Волянського був відомий письменник Максиміліан Волошин у 1916 р.
У травні 1917 р. в Керчі було організовано українську громаду, організатором і першим головою ради якої був Волянський. Спочатку громада складалася зі 178 осіб (переважно військові — фельдшери та вояки місцевого гарнізону, артилерісти, мінери та моряки, більшість яких була українцями; згодом до громади увійшли працівники металургійного заводу, службовці та крамарі). За ініціативи громади місцева преса почала публікувати статті, присвячені історії України та національно-визвольному рухові. В липні 1917 р. громада налічувала понад 500 членів і змогла навіть виставити до складу міського самоуправління свого кандидата — клірика Олександро-Невського храму Платона Дзюбенка.
У середині 1917 р. полковника Волянського було підвищено у званні до генерала. У серпні того ж року міська українська громада відкрила на Воронцовській вулиці невелику книгарню, яка мала популярність далеко за межами міста. Після жовтневого перевороту громада витримала кілька марних провокацій агентів більшовицького комітету, після чого ті вдалися до погроз і навіть терактів. У 1918 р., коли на територію Криму увійшли німецькі війська та Кримська група Армії УНР під проводом полковника Петра Болбочана, керченські українці збройно виступили проти більшовиків: 28 квітня на Керченській фортеці було піднято український національний прапор. За три дні було організовано великий загін вільного козацтва. З часом українську громаду було розгромлено за режимів Денікіна та Врангеля.
Навесні 1918 р. лазарет у Керчі було закрито. Родину Волянських було виселено з помешкання. Відправивши дружину та дітей до Одеси, голова родини був змушений певний час переховуватись у друзів у Києві, після чого сам перебрався до Одеси, де тривалий час поневірявся без засобів до існування. Згодом працював дільничним лікарем в одеській поліклініці № 6. Мешкав на Великій Арнаутській вулиці в будинку № 10. Був членом медичної секції Одеського наукового товариства при ВУАН.
Волянський помер у крайніх злиднях від раку легенів (діагноз встановив самостійно). Точна дата смерті невідома. Зазвичай у джерелах вказується 1932 рік, проте деякі дослідники схиляються до версії щодо 1930 року.

## Родина

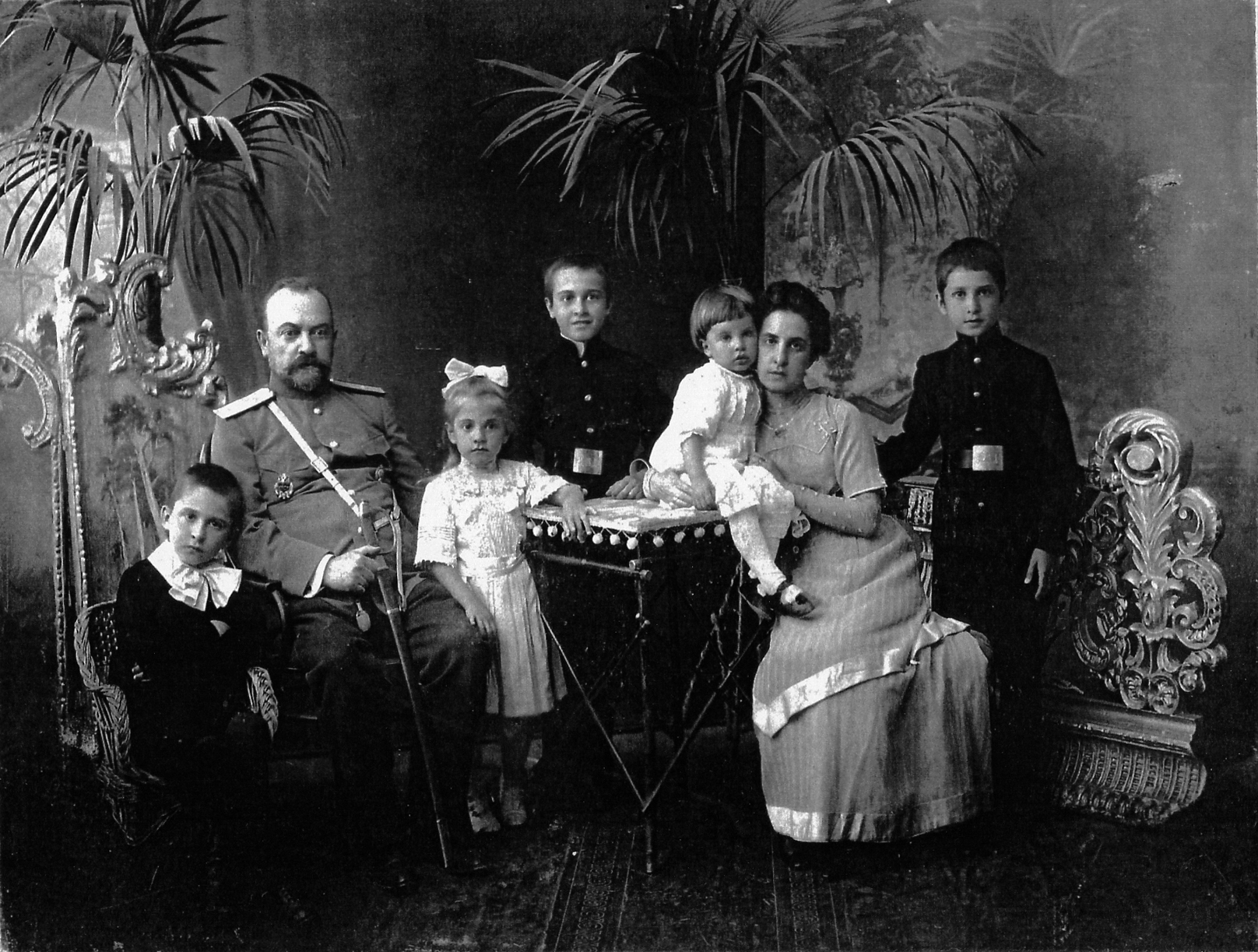
Родина Волянських: зліва направо — Михайло, Олисій (Єлисей) Іванович, Віра, Богдан, Юрій, Віра Михайлівна, Роман. Керч, 1913 р. Архів журналу «Родина».

Дружина — Віра Волянська (Комарова, 1879—1963), наймолодша донька відомого одеського літературного, наукового та громадського діяча Михайла Комарова. У 1941 р. під час ІІ світової війни (за іншими даними — ще на початку 1930-х, по смерті чоловіка) на запрошення доньки виїхала з Одеси до Єкатеринбурга, де мешкала до смерті.
Діти:
- Богдан Волянський (1901—1937) — відомий український зоолог, автор низки наукових праць. Був розстріляний в Одесі НКВС за «участь в українській націоналістичній організації». Могила не збереглася.
- Роман Волянський (1902—1929) — художник, поет, бібліограф. Співавтор «Короткого російсько-українського словника бібліотечної термінології». Один із засновників Української бібліотеки ім. Т. Шевченка (1920) та Українського бібліографічного товариства (1925) в Одесі. Покінчив життя самогубством.
- Михайло Волянський (1905—?) — викладач фізкультури в одній з одеських шкіл. У 1930 р. був заарештований. З 1941 р. вважається зниклим безвісти. За припущенням, міг бути дописувачем видання «Українське слово», що виходило в Києві за часів німецької окупації, під псевдонімом «М. Воля»: зокрема, так було підписано нотатку про українську громаду в Керчі, де згадується її голова — «старший лікар місцевого лазарету доктор медицини Є. В.».
- Віра Волянська (1909—2004) — режисерка кінострічок екологічного напрямку. В 1958 р. здобула Ломоносовську премію. Померла в Єкатеринбурзі (РФ). Залишила спогади російською мовою, в яких Єлисей Волянський незмінно згадується як «тато».
- Юрій Волянський (1911—1986) — зоолог. Під час ІІ світової війни брав участь в обороні Одеси. Пережив румунський полон, згодом 10 (за іншими даними — 8) років був в'язнем табору «Степлаг» у Казахстані. Був реабілітований, нагороджений орденом Вітчизняної війни II ступеня.

## Праці
- О. Срібний [псевдонім]. До штундового релігійного руху / Житє і слово. — Т. V. — Львів, 1896. — С 194—208;
- М. Лебедєв. Розмноження [переклад українською мовою Є. Волянського]. — Одеса, 1923;
- Ол. Волянський. Баби-шептухи та лікар. — Харків, 1924;
- О. Волянський. Наука про здоров'я: Як треба жити, щоби здоровим бути й довше прожити. — Харків, 1925;
- В. Кисільов. Медичний російсько-український словник [ред. Є. Волянський та ін.]. — Одеса, 1928.